# Elektra-Harp
Die Elektra-Harp ist eine Pedal-Steel-Gitarren Gruppe vom Gitarrenhersteller Gibson. Es handelt sich um ein Chordophon, bzw. ein Elektrophon.
Das erste Modell der Elektra-Harp wurde im Jahre 1955 von CMI/Gibson (Chicago Musical Instruments Co.) angeboten. Es  erweitert die Pedal-Steel-Gitarren um verschiedene Stimmungen (immer noch im Open Tuning), neue integrierte Effektgeräte und eine andere Konstruktionsweise. Ein Beispiel dafür ist die „Multiharp“ mit insgesamt drei Hälsen.

## Konstruktion
Einer der Unterschiede zu einer „normalen“ Pedal-Steel-Gitarre ist die Anzahl der Hälse und der dazugehörigen Saiten. So hat die Multiharp, anstatt von normalerweise ein, zwei oder drei Hälse. Diese können einzeln oder alle drei zusammen von den elektromagnetischen Tonabnehmern abgenommen werden. Die zwei zusätzlichen Hälse decken jeweils die tiefen und hohen Tonhöhenbereiche ab. Die Pedale nehmen nur auf den mittleren Hals Einfluss, der wiederum für die Mitten konzipiert ist.
Die 610 Elektra-Harp besitzt anstatt von acht nur sechs Seiten. Dies ist der Fall um Gitarristen einen leichteren Einstieg in das Spiel des Instruments zu geben. Zusätzlich war der Preis des Instruments mit 295 Dollar auch einsteigerfreundlicher, als beispielsweise 980 Dollar für die Multiharp.
Weitere Neuerungen sind die hinzugefügten Pedale. Anstatt vier sind nun sechs Pedale vorhanden. Diese sind am linken Rand des Instruments zu finden. Durch die verschiedenen Längen sind alle Pedale gut spielbar. Wie bei anderen Pedal-Steel-Gitarren transponiert man mit dem Treten der Pedale die Töne der Saiten in eine neue Stimmung. Die zwei neuen Stimmungen ergeben den E Dur-Akkord mit Septime (E7) und B Dur mit None, bzw. fis Moll mit Sexte (B9/f#6).
Als letzte Erweiterungen kommen zwei integrierte Effekte hinzu. Der eine wird als „du-wah“-Effekt bezeichnet und ähnelt dem „Doo-Wop“-Gesangsstil. Er ist auch zu vergleichen mit dem „Wah-Wah“-Effekt für Gitarre. Der Zweite ist der „audio cut-off“- oder „Kill-Switch“-Effekt, mit dem eine Art Stottern des Tons erreicht wird.

## Geschichte
Schon seit 1930 gab es die ersten Exemplare der Pedal-Steel-Gitarre, jedoch erst nach dem Chart Hit „Slowly“ von Webb Pierce 1953/54 ergab sich eine neue Welle von Pedal-Steel-Gitarren Musik.
Da die privaten Gitarrenbauer (z. B. Paul Bigsby) nicht mehr der großen Nachfrage hinterher kamen und es zu langen Wartezeiten kam, ergriff CMI/Gibson die Initiative und fabrizierte neuartige Pedal-Steel-Gitarren. Hierbei übernahmen sie viele neue Konstruktionen und Funktionen, mit denen vorher private Gitarrenbauer ihre Instrumente präpariert hatten und die zu einem charakteristischen Klang führten.